# Arka Gdynia

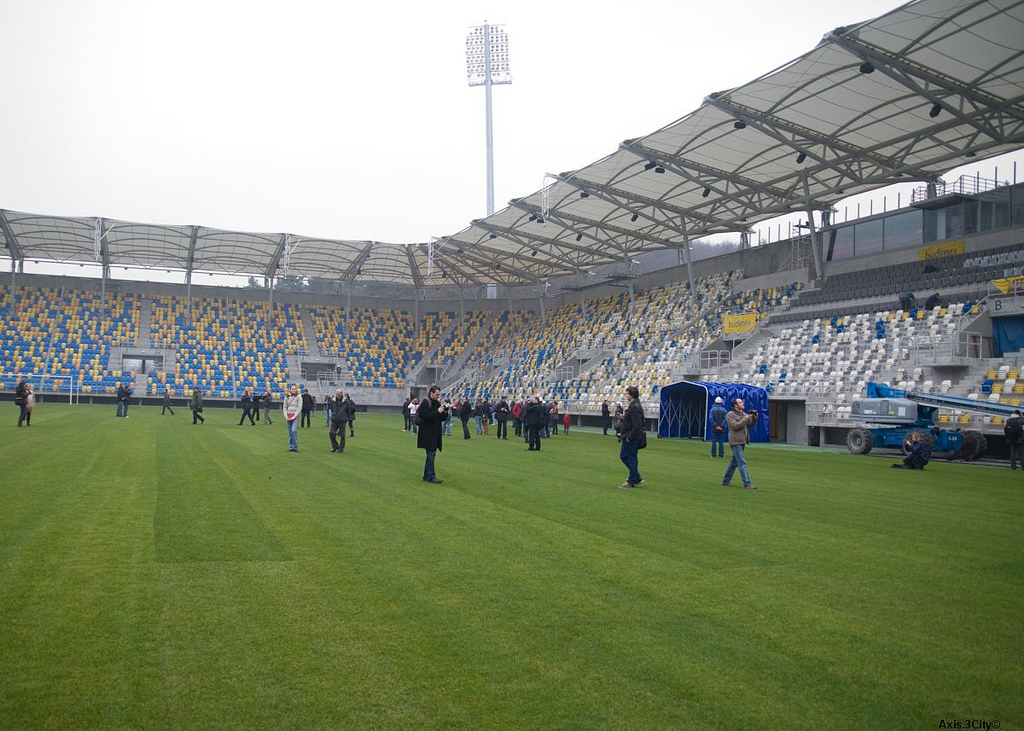
Stadion GOSiR

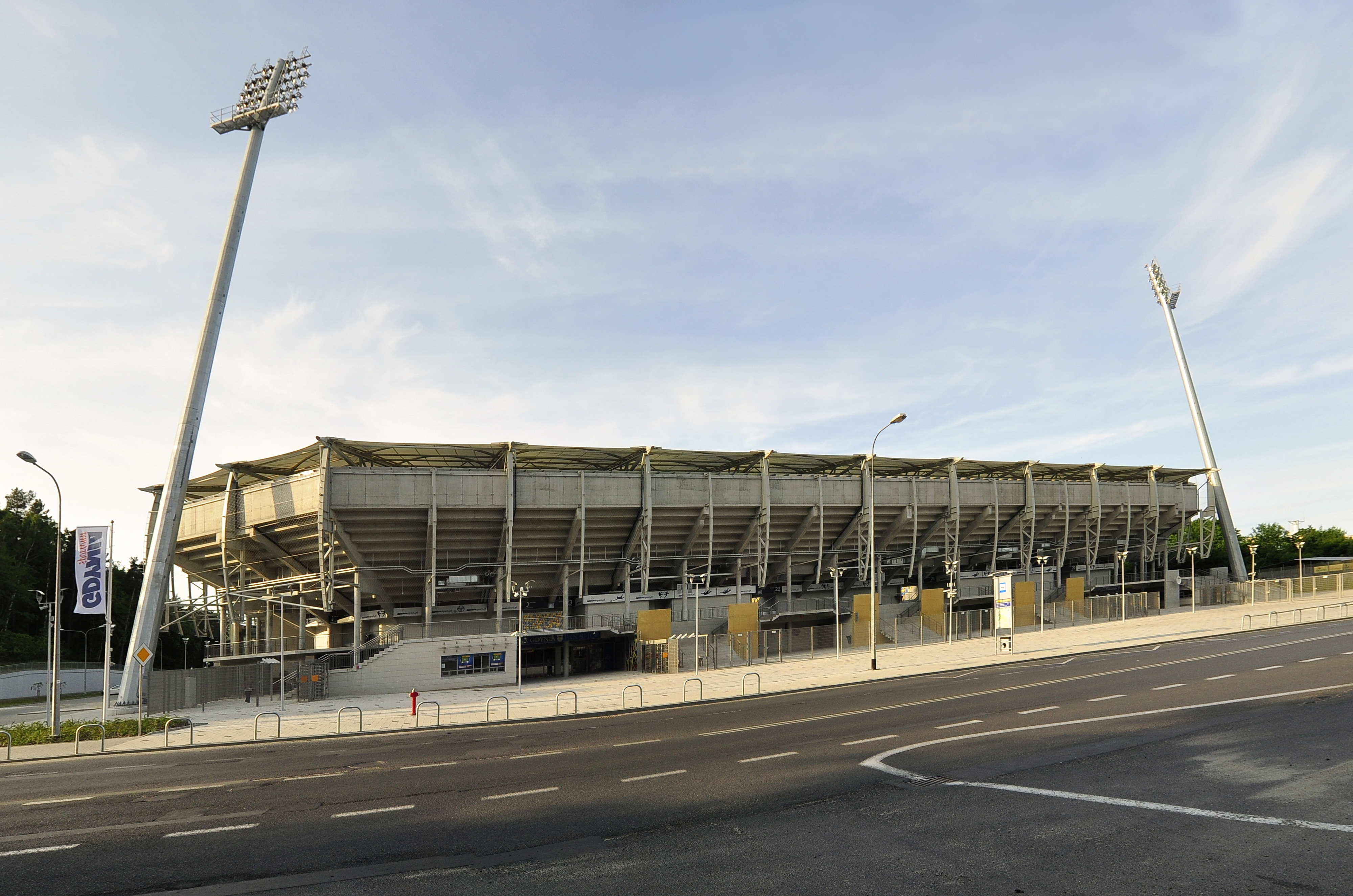
Stadion GOSiR

Arka Gdynia är en polsk fotbollsklubb från staden Gdynia. Klubben grundades av hamnarbetare år 1929 och 1974 hade laget nått den division I i Polen. Man degraderades direkt följande år och Arka blev ett så kallat jojo-lag. 1979 kom klubbens största framgång hittills, man vann den polska cupen och kvalificerade sig för europaspel i Cupvinnarcupen. Europaspelet blev en besvikelse och Arka förlorade sin första match mot Beroe Stara Zagora från Bulgarien.
Under 1980- och 90-talen samt början av 2000-talets första decennium pendlade laget mellan division 2 och 3 i Polen. År 2005 säkrade man åter avancemang till den polska första divisionen. Det året förlorade man inte en enda match på sin hemmaplan. Detta har lett till mutanklagelser och det polska fotbollsförbundet (PZPN) beslutade i februari 2007 att utesluta Arka Gdynia och fyra andra polska klubbar från spel i Orange Ekstraklasa i en månad och därmed lämnades fem ligamatcher åt walk over där Arkas motståndare vann med 3-0. Enligt polska förbundets regler flyttas det lag som inte kan spela tre ligamatcher under en säsong ner två divisioner. Men förbundet gjorde antydningar att Arka ändå kunde få slippa degraderingen eftersom det var förbundet som stoppade laget fastän laget kunde spela.
Det beslutades senare att laget degraderades men att laget skulle få spela klart den säsongen i Orange Ekstraklasa för att inte ligan skulle tappa massor av matcher, om laget hamnade på nedflyttningsplats skulle de degraderas två divisioner, annars bara en. Arka Gdynia slutade på 11:e plats och degraderades en division och började nästa säsong med fem minuspoäng.

## Meriter (vinster)
- Polska Cupen (Puchar Polski) (2) : 1978/79, 2016/17
- Polska Super Cupen (Super puchar Polski) (1) : 2017

## Spelare

### Truppen 2017
Senast uppdaterad den 4 juli 2017.
| Nr | Land      | Pos | Namn                   |
| -- | --------- | --- | ---------------------- |
| 1  | Lettland  | MV  | Pāvels Šteinbors       |
| 2  | Polen     | F   | Tadeusz Socha          |
| 3  | Polen     | F   | Krzysztof Sobieraj (K) |
| 4  | Polen     | F   | Dawid Sołdecki         |
| 6  | Polen     | MF  | Antoni Łukasiewicz     |
| 7  | Georgien  | MF  | Luka Zarandia          |
| 8  | Brasilien | MF  | Marcus Vinicius        |
| 9  | Spanien   | A   | Rubén Jurado           |
| 11 | Polen     | A   | Rafał Siemaszko        |
| 13 | Polen     | MF  | Grzegorz Piesio        |
| 14 | Polen     | MF  | Michał Nalepa          |
| 17 | Polen     | F   | Adam Marciniak         |
| 20 | Belarus   | MF  | Sergey Krivets         |

| Nr | Land      | Pos | Namn               |
| -- | --------- | --- | ------------------ |
| 21 | Tyskland  | MF  | Yannick Kakoko     |
| 22 | Slovakien | F   | Tomáš Košút        |
| 23 | Polen     | F   | Marcin Warcholak   |
| 25 | Polen     | MF  | Paweł Wojowski     |
| 26 | Polen     | F   | Adam Danch         |
| 29 | Polen     | F   | Michał Marcjanik   |
| 30 | Polen     | MV  | Arkadiusz Moczadło |
| 33 | Polen     | F   | Damian Zbozień     |
| 44 | Polen     | A   | Michał Żebrakowski |
| 72 | Polen     | MF  | Maksymilian Hebel  |
| 80 | Polen     | MV  | Krzysztof Pilarz   |
|    | Kroatien  | A   | Filip Jazvić       |

## Kända spelare
- Rafał Murawski
- Andrzej Szarmach
- Zbigniew Zakrzewski